# Eliseo Insfrán
Eliseo Insfrán (Asunción, 1935. október 27. – 2020. augusztus 17.) paraguayi labdarúgócsatár.

## Pályafutása
1956 és 1965 között 21 alkalommal szerepelt a paraguayi válogatottban és egy gólt szerzett. Részt vett az 1958-as svédországi világbajnokságon.